# Melonit
Melonit ist ein relativ selten vorkommendes Mineral aus der Mineralklasse der „Sulfide und Sulfosalze“ mit der chemischen Zusammensetzung NiTe2 Melonit ist damit chemisch gesehen ein Nickeltellurid, genauer Nickelditellurid.  Als enge Verwandte der Sulfide werden die Telluride in dieselbe Klasse eingeordnet.
Melonit ist das Nickel-Analogon zu Shuangfengit (IrTe2) und kristallisiert wie dieser im trigonalen Kristallsystem und entwickelt hexagonale Täfelchen bis etwa einen Zentimeter Durchmesser, findet sich aber auch in Form kleiner, lamellarer Partikel. Das in jeder Form undurchsichtige (opake) Mineral zeigt auf den Oberflächen der rötlichweißen, auf polierten Flächen auch weiß bis schwach rosa erscheinenden Kristalle einen metallischen Glanz. Mit der Zeit läuft Melonit gelblichbraun an.

## Etymologie und Geschichte
Erstmals entdeckt wurde Melonit in der Stanislaus-Mine nahe der heutigen Geisterstadt Carson Hill (ehemals Melones) im Calaveras County des US-Bundesstaates Kalifornien. Die Analyse und Erstbeschreibung erfolgte 1868 durch Friedrich August Genth, der das Mineral nach dessen Typlokalität benannte.
Der frühere Name Melones von Carson Hill wurde an einen anderen Ort mehrere Meilen entfernt übertragen, der zwischen 1978 und 1979 im Stausee New Melones Lake versank, nachdem der New Melones Dam fertig gestellt war und der See befüllt wurde.
Ein Aufbewahrungsort für das Typmaterial des Minerals ist nicht bekannt.

## Klassifikation
Bereits in der veralteten 8. Auflage der Mineralsystematik nach Strunz gehörte der Melonit zur Mineralklasse der „Sulfide und Sulfosalze“ und dort zur Abteilung der „Sulfide mit [dem Stoffmengenverhältnis] M : S < 1 : 1“, wo er als Namensgeber die „Melonit-Reihe“ mit der System-Nr. II/C.11 und den weiteren Mitgliedern Berndtit, Kitkait, Moncheit und Merenskyit bildete.
Im Lapis-Mineralienverzeichnis nach Stefan Weiß, das sich aus Rücksicht auf private Sammler und institutionelle Sammlungen noch nach dieser alten Form der Systematik von Karl Hugo Strunz richtet, erhielt das Mineral die System- und Mineral-Nr. II/D.28-30. In der „Lapis-Systematik“ entspricht dies ebenfalls der Abteilung „Sulfide mit [dem Stoffmengenverhältnis] Metall : S,Se,Te < 1 : 1“, wo Melonit zusammen mit Berndtit, Kitkait, Moncheit, Merenskyit, Shuangfengit, Sudovikovit und Verbeekit die „Melonit-Gruppe“ bildet (Stand 2018).
Die seit 2001 gültige und von der International Mineralogical Association (IMA) bis 2009 aktualisierte 9. Auflage der Strunz’schen Mineralsystematik ordnet den Melonit dagegen in die Abteilung der „Metallsulfide mit M : S ≤ 1 : 2“ ein. Diese ist zudem weiter unterteilt nach dem genauen Stoffmengenverhältnis und den in der Verbindung vorherrschenden Metallen, so dass das Mineral entsprechend seiner Zusammensetzung in der Unterabteilung „M : S = 1 : 2; mit Cu, Ag, Au“ zu finden ist, wo es allerdings ebenfalls zusammen mit Berndtit, Kitkait, Moncheit, Merenskyit, Shuangfengit und Sudovikovit ebenfalls die „Melonitgruppe“ mit der System-Nr. 2.EA.20 bildet.
Auch die vorwiegend im englischen Sprachraum gebräuchliche Systematik der Minerale nach Dana ordnet den Melonit in die Klasse der „Sulfide und Sulfosalze“ und dort in die Abteilung der „Sulfidminerale“ ein. Hier ist er ebenfalls in der „Melonitgruppe (Trigonal: P3m1) AX2-Typ“ mit der System-Nr. 02.12.14 innerhalb der Unterabteilung „Sulfide – einschließlich Seleniden und Telluriden – mit der Zusammensetzung AmBnXp, mit (m+n) : p = 1 : 2“ zu finden.

## Chemismus
In der theoretisch idealen, das heißt stoffreinen Verbindung von Melonit (NiTe2) besteht das Mineral aus Nickel (Ni) und Tellur (Te) im Stoffmengenverhältnis von 1 : 2. Dies entspricht einem Massenanteil (Gewichts-%) von 18,70 Gew.-% Ni und 81,30 Gew.-% Te.
Die Analyse natürlicher Mineralproben aus der Typlokalität Stanislaus-Mine in Kalifornien ergab dagegen eine leicht abweichende Zusammensetzung von 18,31 Gew.-% Ni und 80,75 Gew.-% Te sowie zusätzliche Gehalte von 0,86 Gew.-% Silber (Ag). Mikrosondenanalysen an chemisch ähnlichen Proben aus der Strathcona-Mine bei Levack etwa 5 km nördlich von Greater Sudbury in Kanada ergaben eine Zusammensetzung von 11,3 Gew.-% Ni und 65,2 Gew.-% Te sowie zusätzlich 7,4 Gew.-% Palladium (Pd), 3,7 Gew.-% Platin (Pt) und 14,4 Gew.-% Bismut (Bi).
Diese Werte korrespondieren mit den empirischen Formeln (Ni0,99Ag0,02)Σ=1,01Te2,00 beziehungsweise (Ni0,66Pd0,24Pt0,07)Σ=0,97(Te1,76Bi0,24)Σ=2,00, die zur eingangs genannten Formel idealisiert wurden.

## Kristallstruktur
Melonit kristallisiert in der trigonalen Raumgruppe P3m1 (Raumgruppen-Nr. 164) mit den Gitterparametern a = 3,86 Å und c = 5,27 Å sowie einer Formeleinheit pro Elementarzelle.
Die Kristallstruktur von Melonit besteht aus IrTe6-Oktaedern, die Schichten senkrecht zur c-Achse {0001} bilden. Die einzelnen Schichten werden nur über schwache Van-der-Waals-Kräfte zusammengehalten, was auch die Ursache für die vollkommene Spaltbarkeit entlang dieser Kristallachse ist.
| Kristallstruktur von Melonit |
| - mit Blickrichtung parallel zur a-Achse - mit Blickrichtung parallel zur b-Achse - mit Blickrichtung parallel zur b-Achse - in der kristallographischen Standardausrichtung - Größerer Ausschnitt der Struktur als „Polyeder-Modell“ |
| Farbtabelle: _ Ni 0 _ Te |

## Bildung und Fundorte
Melonit bildet sich zusammen mit anderen Tellurmineralen im Spätstadium hydrothermaler Vorgänge bei mittleren bis niedrigen Temperaturen, kann aber auch bei hohen Temperaturen in magmatischen Ni-Cu-PGE-Sulfid-Lagerstätten entstehen. Als Begleitminerale können je nach Fundort unter anderem Altait, Calaverit, Chalkopyrit, Coloradoit, gediegen Gold, Hessit, Krennerit, Montbrayit, Pentlandit, Petzit, Pyrit, Pyrrhotin und Tellurobismutit auftreten.
Als eher seltene Mineralbildung kann Melonit an verschiedenen Fundorten zum Teil zwar reichlich vorhanden sein, insgesamt ist er aber wenig verbreitet. Weltweit sind bisher rund 200 Fundstätten für Melonit dokumentiert.
In US-Bundesstaat Kalifornien trat das Mineral außer an seiner Typlokalität, der Stanislaus Mine sowie in der nahe gelegenen Melones Mine im Bergbaurevier Carson Hill im Calaveras County, noch in der Oro Rico Mine (auch Penon Blanco Mine) bei Coulterville im Mariposa County sowie in der Jamestown Mine nahe der gleichnamigen Stadt und der ebenfalls zum Bergbaubezirk Coulterville gehörenden, aber wie die Jamestown Mine im Tuolumne County liegenden McAlpine Mine auf. Weitere bekannte Fundstätten in den Vereinigten Staaten sind unter anderem Bisbee in Arizona, viele Orte im Boulder County in Colorado, die Pea Ridge Mine im Washington County (Missouri), der Whitehall-Bergbaubezirk im Jefferson County und der Iron Mountain im Sweet Grass County von Montana sowie das West Nottingham Township im Chester County von Pennsylvania.
In Deutschland konnte Melonit bisher nur in einem Gabbro-Steinbruch (auch Bärensteinbruch) im Radautal nahe Bad Harzburg im niedersächsischen Landkreis Goslar sowie in Sulfid-Lagerstätten und Steinbrüchen bei Obergurig, Sohland an der Spree und Neustadt in Sachsen entdeckt werden.
In Österreich fand sich Melonit bisher in den ehemaligen Gruben Millionenloch und Silberloch bei Malta und der ehemaligen Goldgrube Knappenlöcher bei Zanaischg im Pöllatal in Kärnten, in der ehemaligen Goldgrube Stüblbau und in den beim Bau des Katschbergtunnels entnommenen Mineralproben bei Schellgaden sowie in der ehemaligen Cu-Ni-Co-Grube Gaiswand am Haidbachgraben nahe Mittersill-Felben im Salzburger Land und in einer Mangan-Lagerstätte bei Dürnstein in der Steiermark.
Weitere Fundorte liegen unter anderem in Ägypten, Argentinien, Armenien, Australien, Belgien, Bolivien, Botswana, Brasilien, China, auf der Fidschi-Insel Viti Levu, in Finnland, Frankreich, Griechenland, Grönland, Guyana, Indien, Italien, Japan, Kanada, Kasachstan, Kirgisistan, der Demokratischen Republik Kongo, Norwegen, Pakistan, auf der zu den Philippinen gehörenden Insel Visayas, Rumänien, Russland, Sambia, Schweden, Simbabwe, Spanien, Südafrika, Tschechien, der Ukraine, Ungarn und Usbekistan.
Auch in Mineralproben vom Mittelatlantischen Rücken, genauer aus den Hydrothermalfeldern Ashadze 1 und Semyenov 2, konnte Melonit nachgewiesen werden.